# Castlemorton
Castlemorton – wieś w Anglii, w hrabstwie Worcestershire, w dystrykcie Malvern Hills. Leży 19 km na południe od miasta Worcester i 161 km na zachód od Londynu.